# Braquage de la banque de Tiflis

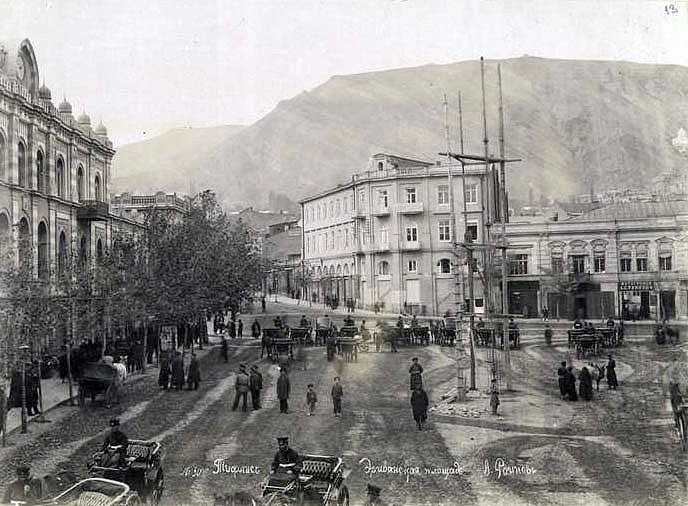
La place Erivan dans les années 1870 (aujourd'hui appelée place de la Liberté), lieu du braquage.

Un braquage de la banque de Tiflis survient le 13 juin 1907 (26 juin dans le calendrier grégorien) dans la ville de Tiflis (aujourd'hui Tbilissi, capitale de la Géorgie). Une diligence de la banque, une filiale de la Banque d'État de l'Empire russe, est attaquée par les bolcheviks pour financer leurs activités révolutionnaires. 

## Déroulement
Bien que les sociaux-démocrates rejettent officiellement le terrorisme individuel et les attentats à la bombe,, l'attaque est orchestrée au plus haut niveau par des personnalités bolcheviks, incluant Lénine, Joseph Staline (qui a peut-être aussi participé directement au braquage), Maxime Litvinov, Leonid Krassine et Alexandre Bogdanov, et effectuée par un groupe de révolutionnaires géorgiens menés par Kamo, compagnon et allié de Staline, et qui n'en était pas à son coup d'essai. L'attaque est menée par un grand nombre d'assaillants (une trentaine). Elle tue quarante personnes et en blesse cinquante autres selon les archives officielles, pourtant peu suspectes d'exagération. Les braqueurs s'échappent avec 341 000 roubles. La police impériale annonça peu après que 100 000 roubles avaient été marqués. Lénine toucha au moins 140 000 roubles. 

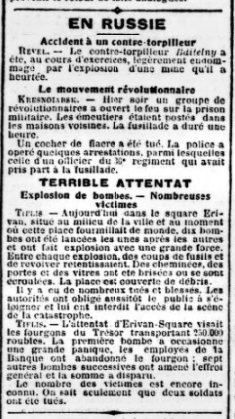
Reportage du braquage de la banque de Tiflis dans L'Écho d'Oran, publié le 27 juin 1907

## Conséquences
Selon l'historien britannique Simon Sebag Montefiore : « Le hold-up de Tiflis fit de Kamo un personnage de légende, mais ses répercussions contribueraient à ébranler le Parti social-démocrate de Russie et, en 1918, elles menaceraient de porter encore atteinte à Staline. » L'affaire déclencha des jalousies et certains braqueurs exigèrent une restitution du butin, menaçant de s'en prendre à un membre du comité central s'ils n'obtenaient pas satisfaction. L'événement frappe les esprits et trouve un écho dans la presse internationale, qui s'émeut du carnage. Un immense scandale ébranle Tiflis... et Saint-Pétersbourg. La banque d'État ne savait pas elle-même exactement combien on lui avait dérobé : 250 000 ou 350 000 roubles.
L'événement a aussi des répercussions dans le mouvement social-démocrate. Plusieurs commissions d'enquête sont nommées, en particulier par les mencheviks, pour déterminer qui est le véritable commanditaire du bain de sang, visant principalement Lénine et Staline qu'on n'arrive pourtant pas à relier directement au braquage. Staline devient personne non grata à Tiflis ; deux jours plus tard. il s'installe à Bakou. 
Dès 1918, Staline fit tout pour étouffer le rôle qu'il avait joué dans ces « expropriations », et força les témoins au silence jusque dans les années 1930.
Le butin fut transféré à l'étranger. Simon Sebag Montefiore rapporte qu'une partie de la somme dérobée fut blanchie au Crédit lyonnais. Pourtant, malgré une collaboration policière internationale, l'argent ne réapparut pas.